# Рул, Дженис
Дженис Рул (англ.  Janice Rule), имя при рождении Мэри Дженис Рул (англ. Mary Janice Rule; 15 августа 1931 — 17 октября 2003) — американская актриса театра, кино и телевидения 1950—1990-х годов.
Рул начинала карьеру на бродвейской сцене, где добилась успеха в таких спектаклях, как «Пикник» (1953) и «Самая счастливая девушка в мире» (1961). Одновременно Рул начала работать в кино, где, в частности, сыграла в таких фильмах, как «Боевой шок» (1956), «Колокол, книга и свеча» (1958), «Работа для стрелка» (1964), «Погоня» (1966), «Альварес Келли» (1966), «Добро пожаловать в Трудные времена» (1967), «Пловец» (1968), «Сыщик» (1971), «Три женщины» (1977) и «Пропавший без вести» (1981).
С 1952 по 1992 год Рул регулярно снималась в отдельных эпизодах различных телесериалов. В 1980-е годы Рул открыла в Нью-Йорке собственную клинику, где работала психоаналитиком.

## Ранние годы и начало карьеры
Дженис Рул родилась в Норвуде, штат Огайо, 15 августа 1931 года. Её отец был торговцем промышленными алмазами. Дженис была одной из шестерых детей в семье. У неё был старший брат Чарльз, который в 1950—1970-х годах сделал успешную бродвейскую карьеру, сыграв в пятнадцати спектаклях.
В 15 лет Дженис начала профессиональную карьеру танцовщицы в чикагском ночном клубе Chez Paree, который оплачивал её занятия балетом. Она также изучала актёрское мастерство в Чикагской профессиональной школе (англ.  Chicago Professional School).
В 18 лет Дженис перешла на бродвейскую сцену, где начала выступать в кордебалете в бродвейских мюзиклах «Мисс Свобода» (1949) и «Здорово быть живой!» (1950), а затем дебютировала на экране с эпизодической ролью (без упоминания в титрах) в фильме нуар «Четырнадцать часов» (1951).

## Карьера в театре и кино в 1950-е годы
В 1951 году Рул подписала контракт с киностудией Warner Bros., где сразу получила роль бунтующей студентки колледжа в мелодраме Винсента Шермана «Прощай, моя причуда» (1951). Как отмечает кинокритик Том Вэлланс, «поставленный по пьесе Фэй Канин, этот фильм пострадал от того, что его политические и сексуальные аспекты для экрана были смягчены», и картина стала «более известна враждой на съёмочной площадке между Рул и звездой фильма Джоан Кроуфорд». Как написал кинокритик Роланд Берган, «по какой-то причине 47-летнюю Кроуфорд возмутило присутствие молодой женщины на съёмочной площадке, и студия уволила Рул после ещё одного фильма». В своей автобиографии 1962 года «Портрет Джоан» Кроуфорд следующим образом описала эту ситуацию: «В актёрский состав (фильма) вошла молодая девушка по имени Дженис Рул, личность которой определённо противоречила моей. Я чувствовала, что она непрофессиональна в своем отношении, что она рассматривает работу в кино как нечто менее значимое, чем блуждание по злачным местам. И однажды я сказала ей: „Мисс Рул, вам лучше наслаждаться съёмками фильмов, пока вы имеете такую возможность, так как я сомневаюсь, что вы долго пробудете с нами!“. Позже Рул вспоминала, что напряженная атмосфера на съёмочной площадке заставляла её пропускать дубль за дублем».
Хотя 8 января 1951 года Рул была изображена на обложке журнала Life как восходящая молодая актриса, студия Warner вскоре отказалась от её услуг после ещё одного фильма, звёздного мюзикла «Со звёздами на борту» (1951), созданного для развлечения войск на Корейской войне. По словам Вэлланса, «фильм показался слишком саморекламирующим, чтобы получить широкое одобрение публики, хотя Рул блистала в нём в роли кинозвезды, которая влюбляется в лётчика, демонстрируя свое танцевальное мастерство в двух дуэтах с Джином Нельсоном».
После ухода с Warners Рул сыграла на студии Metro-Goldwyn-Mayer главные женские роли в двух второстепенных фильмах студии, психологической драме «Праздник для грешников» (1952) с участием Гига Янга и военной драме с Питером Лоуфордом «Марш разбойников» (1953).
В 1953 году Рул вернулась на бродвейскую сцену, где добилась большого успеха в спектакле по пьесе Уильяма Инджа «Пикник» (1953—1954), сыграв роль Мэдж, неугомонной наивной первой красавицы маленького городка (её роль в киноэкранизации получила Ким Новак). Ральф Микер сыграл в спектакле бродягу, в которого Мэдж влюбляется, а Пол Ньюман исполнил одну из своих первых заметных ролей её успешного и респектабельного бойфренда.
В 1953 году Рул предложили сыграть главную женскую роль в драматическом фильме Элии Казана «В порту» (1954) с Марлоном Брандо в главной роли, но она отказалась, так как в то время продолжала играть в «Пикнике» и не хотела уходить из спектакля. В итоге роль досталась Эве Мари Сейнт, которая получила за её исполнение «Оскар». Впоследствии Рул неоднократно спрашивали о её решении отказаться от роли, которое радикально повлияло на её последующую актёрскую карьеру. Как в 1966 году Рул объяснила голливудскому обозревателю Los Angeles Times Хедде Хоппер, «я знала, что не смогу весь день сниматься в кино, а ночью работать на сцене и делать всё возможное и в том, и в другом».
Продолжая бродвейкую карьеру, Рул сыграла в спектаклях «Цветущий персик» (1954—1955) и «Беззаботное дерево» (1955).
Затем партнёр Рул по «Пикнику» Ральф Микер, ставший её хорошим другом, пригласил актрису сняться вместе с ним в фильме нуар Пола Хенрейда «Боевой шок» (1956), где она сыграла любящую жену перенёсшего тяжёлую контузию ветерана Корейской войны (Микер), который в итоге фактически теряет рассудок. Год спустя, в «превосходном вестерне Эбнера Бибермана» «Пистолет для труса» (1957) на студии Universal Рул предстала в образе главной героини, которая разрывается в чувствах между двумя братьями, роли которых исполнили Фред Макмюррей и Джеффри Хантер.
В 1958 году на экраны вышла романтическая фэнтези-комедия «Колокол, книга и свеча» (1958), в которой Рул сыграла строгую и надменную невесту издателя (Джеймс Стюарт), который влюбляется в околдовавшую его симпатичную домашнюю ведьму (Ким Новак).
В 1959 году Рул вновь появилась на Бродвее, добившись признания в роли невротичной красавицы, разрушающей несколько жизней на пути к самоуничтожению, в недолговечной драме Майкла В. Газзо «Ночной цирк» (1958). Её партнером по спектаклю был Бен Газзара, который в 1961 году стал третьим мужем актрисы. Как подчеркнул Берган, эта пьеса «продемонстрировала умение Рул изображать деструктивных женщин».

## Карьера в театре и в кино в 1960-е годы
В 1960 году Рул снялась в роли ненавидящей мир битницы в экранизации романа Джека Керуака «Подземные» (1960). Как написал Вэлланс, «этот фильм заставил Джоан Кроуфорд милостиво признать свою ошибку в отношении Рул». В 1962 году она написала: «Прошлым летом на борту корабля я сидела и смотрела „Подземных“. Я была абсолютно восхищена игрой актрисы, которая блестяще танцует, у которой есть талант к драме и к комедии. Я воскликнула: „Кто эта девушка? Она фантастическая!“… Позднее я видела её по телевизору и могу оценить только в превосходной степени. Мисс Рул, приношу свои извинения, я думаю, вы пробудете с нами ещё очень-очень долго».
На следующий год Рул добилась большого успеха на сцене в бродвейском мюзикле «Самая счастливая девушка в мире» (1961), основанном на «Лисистрате» Аристофана, с музыкой Оффенбаха и остроумно-причудливыми текстами Йипа Харбурга. Она сыграла Диану, богиню Луны, которая внушает Лисистрате идею о том, что женщины должны отказывать мужчинам в своей благосклонности до тех пор, пока мужчины не согласятся поддерживать мир. Театралы до сих пор с нежностью вспоминают потрясающий дуэт, который она исполнила со своим дядей Плуто (Сирил Ричард) под названием «Да здравствует добродетель!». Театральный критик New York Herald Tribune Уолтер Керр отметил её прекрасную работу в спектакле, Говард Таубман из «Нью-Йорк Таймс» был восхищён её «личной магией», а Джон Чэпмен из «Нью-Йорк Ньюс» назвал её «красивой и завораживающей танцовщицей и разносторонней актрисой музыкальной комедии». Это был последний бродвейский спектакль Рул.
В середине 1960-х годов Рул «сексуально и дерзко» сыграла на экране главные женские роли в нескольких вестернах, в частности, во «фрейдистском» вестерне с Юлом Бриннером «Работа для стрелка» (1964), а также была распутной женщиной, ставшей предметом раздора между персонажами Ричарда Уидмарка и Уильяма Холдена в вестерне «Альварес Келли» (1966).
После успеха «Ночного цирка» Рул создала на экране несколько образов «озлобленных, невротичных светских львиц», эти роли некоторые критики относят к числу её лучших работ в кино. В частности, в криминальном триллере Артура Пенна «Погоня» (1966) она была частью звёздного актёрского состава, включающего Марлона Брандо, Роберта Редфорда, Джейн Фонду и Энджи Дикинсон. В этой картине Рул сыграла «одну из своих первых невротических киноролей распутной неряшливой жены Роберта Дюваля, которая, напившись, проглатывает нитку драгоценного жемчуга».
Свой комический талант Рул проявила в роли партнёрши контрразведчика Мэтта Хелма (его играет Дин Мартин) в пародийном шпионском фильме «Сидящие в засаде» (1967). Кроме того, Рул великолепно сыграла суровую героиню из маленького приграничного городка в мрачном вестерне с Генри Фондой «Добро пожаловать в Трудные времена» (1967). В призрачно-загадочной драме Фрэнка Перри «Пловец» (1968) Рул «замечательно сыграла роль злобной и язвительной бывшей любовницы Берта Ланкастера», которая заявляет, что никогда его не любила. Как отмечает Вэлланс, «экранные работы Рул, хотя и были впечатляющими, никогда не были кассовыми, и большая часть её последующих работ была на телевидении».

## Карьера в кино в 1970—1980-е годы
В 1971 году Рул появилась в британской пародии на фильм нуар режиссёра Стивена Фрирза «Сыщик» (1971) с Альбертом Финни в роли игрока в бинго, мечтающего стать частным детективом, похожим на Хамфри Богарта. В этой картине Рул была его двуличной клиенткой, которая на самом деле торгует оружием и занимается контрабандой наркотиков. Два года спустя Рул сыграла роль брошенной подружки главного героя в хиппистском вестерне «Малыш Блю» (1973) с Деннисом Хоппером в главной роли.
В 1977 году у Рул, по словам Вэлланса, «была одна из самых запоминающихся ролей немой беременной художницы, создающей странные и смутно сексуальные фрески, отражающие её страх перед мужчинами, в дерзком, странном, но неотразимом фильме Роберта Олтмена „Три женщины“ (1977) с Шелли Дюваль и Сисси Спейсек в главных ролях». Берган также отметил, что это была «одна из самых завораживающих ролей Рул». По словам самой актрисы, она «чувствовала себя комфортнее всего в таких необычных фильмах, как „3 женщины“».
В то время Рул как раз изучала психологию, в 1983 году получив степень доктора философии в Психоаналитическом институте Южной Калифорнии в Лос-Анджелесе.
В 1982 году она сыграла журналистку в политическом драматическом триллере с участием Джека Леммона и Сисси Спэйсек «Пропавший без вести» (1982), а также роль неблагополучной матери двух братьев, один из которых умирает во время участия в велосипедном марафоне в спортивной драме «Американские молнии» (1985). Это были её последние актёрские работы в кино.

## Карьера на телевидении
В период с 1952 по 1992 год Рул постоянно работала на телевидении, сыграв за этот период в 79 эпизодах 62 различных сериалов. В частности, она появлялась в телесериалах «Миллионер» (1957), «Караван повозок» (1957), «Команда М» (1958), «Сумеречная зона» (1960), «Приключения в раю» (1962), «Переломный момент» (1963), «Защитники» (1964), «Доктор Килдэр» (1963—1964, 2 эпизода), «Бен Кейси» (1964), «Правосудие Берка» (1964—1965, 2 эпизода), «Беглец» (1966—1967, 2 эпизода), «Защитник Джадд» (1968), «Мир Брэкена» (1970), «Улицы Сан-Франциско» (1972), «Барнаби Джонс» (1973), «Спенсер» (1986), «Она написала убийство» (1989) и «Театр Рэя Бредбери» (1992).

## Актёрское амплуа и оценка творчества
Как пишет кинообозреватель Том Вэлланс, «актриса, певица и танцовщица Дженис Рул была рыжеволосой красавицей, которая сделала активную карьеру на сцене, в кино и на телевидении, прежде чем использовать свои актёрские способности в качестве психоаналитика». Как написала кинокритик Мэри Рурк, Дженис Рул была танцовщицей, ставшей актрисой, которая появлялась в бродвейских пьесах, фильмах и в качестве приглашенной звезды в популярных телесериалах на протяжении 1950-х и 1960-х годов.
«Высокая (168 см), рыжеволосая, с фигурой танцовщицы», Рул начала кинокарьеру с роли хорошенькой инженю в мелодраме «Прощай, моя причуда» (1951) с Джоан Кроуфорд в главной роли. Отношения со звездой у Рул явно не сложились, и после ещё нескольких второстепенных фильмов она вернулась на Бродвей, где в течение 1953—1954 годов с успехом играла одну из главных ролей молодой наивной красавицы в популярном спектакле по пьесе Уильяма Инджа «Пикник». Позднее Рул «очаровала бродвейских критиков своими песенными и танцевальными способностями» в спектакле «Самая счастливая девушка в мире» (1961).
В кинематографе Рул прошла путь от инженю в фильме «Прощая, моя причуда» (1951) до психологически сложных образов, таких как таинственная озлобленная художница-монументалистка в фильме Роберта Олтмена «Три женщины» (1977), в котором, по мнению многих критиков, она сыграла свою лучшую роль. Среди её фильмов 1950-х годов были «Со звёздами на борту» (1951), «Праздник для грешников» (1952), «Боевой шок» (1956) и «Колокол, книга и свеча» (1958). В 1960-е годы Рул по большей части снималась в фильмах категории В, за несколькими заметными исключениями, такими как «Погоня» (1966) с Марлоном Брандо и «Пловец» (1968) с Бертом Ланкастером. Как пишет историк кино Хэл Эриксон, «в 1960-е годы Рул практически монополизировала рынок озлобленных, невротичных светских львиц, сыграв такие роли, как богатая мегера из маленького городка, которая по пьяни проглатывает нитку ценного жемчуга», в «Погоне» (1966) и язвительная бывшая любовница Берта Ланкастера в «Пловце» (1968). Другими заметными фильмами Рул были «Сидящие в засаде» (1967) и «Пропавший без вести» (1982).
Наряду с ролями в кино и в нескольких бродвейских шоу в 1950—1961 годах, Рул в период 1951—1992 годов снималась в многочисленных эпизодах различных телесериалов, включая такие как «Сумеречная зона», «Доктор Килдэр» и «Беглец». Начав в 1983 году собственную практику психоаналитика, Рул стала значительно реже стала появляться в кино и на телевидении.
Как отметила кинокритик Мэри Рурк, Рул «с самого начала разочаровалась в кинобизнесе, заявив, что театр „требует от вас большего“». В частности, Рул, рост который составлял 168 см, однажды заявила, что её «возмущает, что то, что считается достоинством у мужчин, например рост и интеллект, считается недостатком у женщин». Она также боролась против голливудской студийной системы. Как сказал голливудский публицист Дейл Олсон, который впервые познакомился с Рул в начале 1950-х годов, «она считала себя серьёзной актрисой и не хотела, чтобы к ней относились как к старлетке, секс-символу. Но когда она приехала в Голливуд, в конце безмятежной эпохи больших студий, внешность и красота были самым важным для актрисы или актёра». Как рассказывала сама Рул, однажды она потеряла контракт со студией, потому что была небрежна в том, как одевалась. В то время предполагалось, что контрактные актрисы студии могут появляться на публике только после того, как гардеробщики и визажисты оденут их так, как будто они снимаются в кино. Как сказала Рул в интервью 1957 года, «поскольку я боялась, что у меня отнимут мою индивидуальность, я боролась с визажистами, парикмахерами и не понимала проблем отдела рекламы». В конце концов, по её словам, она нашла свой путь.

## Карьера психоаналитика
В 1960-е годы Рул заинтересовалась психоанализом, и в 1983 году, пройдя соответствующий курс обучения, она получила докторскую степень в Психоаналитическом институте Южной Калифорнии. Рул открыла собственную частную практику в Нью-Йорке, время от времени появляясь на телевидении в таких программах, как «Она написала убийство».

## Личная жизнь
В начале карьеры Рул была помолвлена с актёром Фарли Грейнджером, однако их отношения продолжались недолго.
Официально Дженис Рул трижды была замужем. С мая до развода в ноябре 1955 года она состояла в браке с драматургом Н. Ричардом Нэшем. В октябре 1956 года она вышла замуж за сценариста Роберта Тома (англ.  Robert Thom), с которым развелась в июне 1961 года. В этом браке родилась дочь. С 1961 по 1979 год мужем Рул был популярный актёр Бен Газзара. У пары был один ребёнок, но в итоге брак также закончился разводом.

## Смерть
Дженис Рул скончалась 17 октября 2003 года в своём доме на Манхэттене, Нью-Йорк, от кровоизлияния в мозг в возрасте 72 лет.
На момент смерти у неё оставались две дочери, Кейт Том Фитцджеральд и Элизабет Газзара, три сестры и брат.

## Фильмография
| Год       |    | Русское название                   | Оригинальное название                  | Роль                                     |
| --------- | -- | ---------------------------------- | -------------------------------------- | ---------------------------------------- |
| 1951      | ф  | Четырнадцать часов                 | Fourteen Hours                         | эпизодическая роль (в титрах не указана) |
| 1951      | ф  | Прощай, моя причуда                | Goodbye, My Fancy                      | Вирджиния Меррилл                        |
| 1951      | ф  | Со звёздами на борту               | Starlift                               | Нелл Уэйн                                |
| 1952      | ф  | Отпуск для грешников               | Holiday for Sinners                    | Сьюзан Корвьер                           |
| 1952      | с  | Сборник                            | Omnibus                                | (1 эпизод)                               |
| 1953      | ф  | Марш разбойников                   | Rogue's March                          | Джейн Уенсли                             |
| 1954      | с  | Первая студия                      | Studio One                             | Джудит Слейтер (1 эпизод)                |
| 1954      | с  | Роберт Монтгомери представляет     | Robert Montgomery Presents             | Джудит Слейтер (1 эпизод)                |
| 1954      | с  | Телевизионный театр Goodyear       | Goodyear Television Playhouse          | Джули (2 эпизода)                        |
| 1954      | с  | Театр «Кемпбелл»                   | Campbell Playhouse                     | (1 эпизод)                               |
| 1955      | с  | Свидание с приключением            | Appointment with Adventure             | (1 эпизод)                               |
| 1955      | с  | Драматурги '56                     | Playwrights '56                        | Квентин (1 эпизод)                       |
| 1955—1962 | с  | Час «Юнайтед Стейтс Стил»          | The United States Steel Hour           | разные роли (2 эпизода)                  |
| 1956      | ф  | Боевой шок                         | A Woman's Devotion                     | Стелла Стивенсон                         |
| 1956      | с  | Час «Алкоа»                        | The Alcoa Hour                         | Роузи Маклеод (1 эпизод)                 |
| 1957      | ф  | Пистолет для труса                 | Gun for a Coward                       | Оуд Найвен                               |
| 1957      | с  | Миллионер                          | The Millionaire                        | Тина Бертоли (1 эпизод)                  |
| 1957      | с  | Есть оружие — будут путешествия    | Have Gun - Will Travel                 | Нэнси Рид Эндерби (1 эпизод)             |
| 1957      | с  | Караван повозок                    | Wagon Train                            | Мэгги Томас (1 эпизод)                   |
| 1957      | с  | Шоу Фрэнка Синатры                 | The Frank Sinatra Show                 | Бетти Иверс (1 эпизод)                   |
| 1957—1958 | с  | Театр звезд «Шлица»                | Schlitz Playhouse of Stars             | разные роли (2 эпизода)                  |
| 1957—1960 | с  | Театр 90                           | Playhouse 90                           | разные роли (2 эпизода)                  |
| 1958      | ф  | Колокол, книга и свеча             | Bell Book and Candle                   | Мерл Киттридж                            |
| 1958      | с  | Телевизионный театр «Крафта»       | Kraft Television Theatre               | Эйли Кэлхоун (1 эпизод)                  |
| 1958      | с  | Команда М                          | M Squad                                | Кэти Бейн (1 эпизод)                     |
| 1958      | с  | Подозрение                         | Suspicion                              | разные роли (3 эпизода)                  |
| 1958      | с  | Дневной спектакль                  | Matinee Theater                        | (1 эпизод)                               |
| 1958—1959 | с  | Театр «Дженерал Электрик»          | General Electric Theater               | разные роли (2 эпизода)                  |
| 1959      | с  | «Вестингауз» — Театр Дезилу        | Westinghouse Desilu Playhouse          | Элейн Мейс (1 эпизод)                    |
| 1959      | с  | В суде                             | On Trial                               | Бет Девлин (1 эпизод)                    |
| 1960      | ф  | Подземные                          | The Subterraneans                      | Роксанна                                 |
| 1960      | с  | Шах и мат                          | Checkmate                              | Елена Нардос (1 эпизод)                  |
| 1960      | с  | Момент страха                      | Moment of Fear                         | Тэнси Сэйлор (1 эпизод)                  |
| 1960      | с  | Театр «Бьюик-Электра»              | Buick-Electra Playhouse                | Марджори (1 эпизод)                      |
| 1960      | с  | Сумеречная зона                    | The Twilight Zone                      | Хелен Фоули (1 эпизод)                   |
| 1960—1963 | с  | Шоссе 66                           | Route 66                               | разные роли (3 эпизода)                  |
| 1962      | с  | Портрет Дориана Грэя               | The Picture of Dorian Gray             | Нерсия (1 эпизод)                        |
| 1962      | с  | Приключения в раю                  | Adventures in Paradise                 | Одри Ли (1 эпизод)                       |
| 1963      | с  | Переломный момент                  | Breaking Point                         | Дайан Хенри (1 эпизод)                   |
| 1963      | с  | Премьера «Алкоа»                   | Alcoa Premiere                         | Карен Эванс (1 эпизод)                   |
| 1963—1964 | с  | Доктор Килдэр                      | Dr. Kildare                            | разные роли (2 эпизода)                  |
| 1964      | ф  | Работа для стрелка                 | Invitation to a Gunfighter             | Рут Адамс                                |
| 1964      | с  | Репортёр                           | The Reporter                           | Шерил Мэдисон (1 эпизод)                 |
| 1964      | с  | Бен Кэйси                          | Ben Casey                              | доктор Элизабет Уиллард (1 эпизод)       |
| 1964      | с  | Защитники                          | The Defenders                          | Шила Фелпс (1 эпизод)                    |
| 1964      | с  | Боб Хоуп представляет              | Bob Hope Presents the Chrysler Theatre | Лора (1 эпизод)                          |
| 1964—1965 | с  | Правосудие Берка                   | Burke's Law                            | разные роли (2 эпизода)                  |
| 1965      | с  | Люди Слэттери                      | Slattery's People                      | доктор Кей Пирсон (1 эпизод)             |
| 1965      | с  | Профили отваги                     | Profiles in Courage                    | Пруденс Крэндалл (1 эпизод)              |
| 1966      | ф  | Альварес Келли                     | Alvarez Kelly                          | Лиз Пикеринг                             |
| 1966      | ф  | Погоня                             | The Chase                              | Эмили Стюарт                             |
| 1966—1967 | с  | Беглец                             | The Fugitive                           | Барбара Уэбб (2 эпизода)                 |
| 1967      | ф  | Добро пожаловать в Тяжелые Времена | Welcome to Hard Times                  | Молли Риордан                            |
| 1967      | ф  | Сидящие в засаде                   | The Ambushers                          | Шейла Соммерс                            |
| 1967      | с  | Час Дэнни Томаса                   | The Danny Thomas Hour                  | Хелен (1 эпизод)                         |
| 1968      | тф | Тень на земле                      | Shadow on the Land                     | капитан Эверетт                          |
| 1968      | ф  | Пловец                             | The Swimmer                            | Ширли Эбботт                             |
| 1968      | с  | Спасай свою жизнь                  | Run for Your Life                      | Алисия Стюйвезант (1 эпизод)             |
| 1968      | с  | Защитник Джадд                     | Judd for the Defense                   | Карла Грегг (1 эпизод)                   |
| 1969      | тф | Испытательный прогон               | Trial Run                              | Люсиль Харкнесс                          |
| 1969      | с  | Путешествие в неведомое            | Journey to the Unknown                 | Пола Уайлд (1 эпизод)                    |
| 1969      | с  | Суть дела                          | The Name of the Game                   | Мадлен Грей (1 эпизод)                   |
| 1970      | с  | Мир Брэкена                        | Bracken's World                        | Викки Нельсон (1 эпизод)                 |
| 1970      | с  | Дэн Огаст                          | Dan August                             | Тельма Венейбл (1 эпизод)                |
| 1971      | тф | Дьявол и мисс Сара                 | The Devil and Miss Sarah               | Сара Тёрнер                              |
| 1971      | ф  | Жёны докторов                      | Doctors' Wives                         | Эми Бреннан                              |
| 1971      | ф  | Сыщик                              | Gumshoe                                | миссис Бланкерскун                       |
| 1971      | с  | Человек в городе                   | The Man and the City                   | Джилл Стаффорд (1 эпизод)                |
| 1972      | с  | Улицы Сан Франциско                | The Streets of San Francisco           | Беверли Ландау (1 эпизод)                |
| 1972      | с  | Бэнион                             | Banyon                                 | Лоррейн Корман (1 эпизод)                |
| 1973      | ф  | Малыш Блу                          | Kid Blue                               | Джанет Конфорто                          |
| 1973      | с  | Барнаби Джонс                      | Barnaby Jones                          | Дайан Стюарт (1 эпизод)                  |
| 1973      | с  | Величайшие тайны Орсона Уэллса     | Orson Welles' Great Mysteries          | мадам Фрейя (1 эпизод)                   |
| 1977      | ф  | Три женщины                        | 3 Women                                | Уилли Харт                               |
| 1978      | с  | Слово                              | The Word                               | Барбара Рэндалл (4 эпизода)              |
| 1981      | ф  | Пропавший без вести                | Missing                                | Кейт Ньюман                              |
| 1985      | ф  | Американские молнии                | American Flyers                        | миссис Соммерс                           |
| 1985      | ф  | Друзья на чёрный день              | Rainy Day Friends                      | Элейн                                    |
| 1986      | с  | Спенсер                            | Spenser: For Hire                      | миссис Беннетт (1 эпизод)                |
| 1989      | с  | Она написала убийство              | Murder, She Wrote                      | Маргарет Стоун (1 эпизод)                |
| 1992      | с  | Театр Рэя Брэдбери                 | The Ray Bradbury Theater               | Анна (в возрасте 60 лет) (1 эпизод)      |